# Vickers Type 170 Vanguard
El Vickers Vanguard fue un avión de pasajeros británico de la década de 1920, desarrollado por Vickers Limited a partir del Victoria.

## Diseño y desarrollo
Desarrollado a partir del anterior Victoria con la introducción de un fuselaje más ancho, el Vanguard era un biplano bimotor con capacidad para 22 pasajeros. Originalmente construido para el Ministerio del Aire como Type 62, el avión estaba propulsado por dos motores Napier Lion de 450 hp cuando voló por primera vez el 18 de julio de 1923. En 1925 se le cambiaron los motores por dos Rolls-Royce Condor III de 650 hp y fue rebautizado como Type 103. Cuando fue entregado a Imperial Airways en 1925, fue descrito como el "avión de pasajeros más grande del mundo".
El avión fue reacondicionado en 1928 y redesignado como Type 170 para ser utilizado por Imperial Airways en pruebas de rutas, a partir de mayo de 1928. Operaba en la ruta Londres-París, y normalmente tardaba unas 2 horas y media, y luego en el servicio Londres-Bruselas-Colonia. Estableció un récord mundial de carga el 6 de julio de 1928. El avión fue retirado de sus funciones aéreas en octubre de 1928 para realizarle modificaciones, probablemente en la cola, pero se estrelló en Shepperton, Middlesex, el 16 de mayo de 1929, al comienzo de las pruebas de vuelo, muriendo el piloto Tiny Scholefield y el observador de vuelo Frank Sharrett.

## Variantes
Type 62
Prototipo con dos motores Napier Lion de 450 hp, uno construido.
Type 103
Type 62 remotorizado con dos motores Condor III.
Type 170
Type 103 reacondicionado para Imperial Airways.

## Especificaciones (Type 170)
Referencia datos: Jackson

### Características generales
- Tripulación: Dos
- Capacidad: 22 pasajeros
- Longitud: 16,4 m (53,8 ft)
- Envergadura: 26,8 m (87,8 ft)
- Altura: 5,3 m (17,3 ft) [6]
- Superficie alar: 202,7 m² (2181,9 ft²)[6]
- Peso vacío: 5461 kg (12 036 lb)
- Peso cargado: 8391 kg (18 493,8 lb)
- Planta motriz: 2× motor lineal V12 refrigerado por agua Rolls-Royce Condor III.
  - Potencia: 480 kW (662 HP; 653 CV) cada uno.
- Hélices: 1× bipala de madera de paso fijo por motor.

### Rendimiento
- Velocidad máxima operativa (Vno): 180 km/h (112 MPH; 97 kt) a nivel del mar
- Techo de vuelo: 5000 m (16 404 ft)
- Tiempo a altitud: 10,5 min para 1500 m (5000 pies)

## Aeronaves relacionadas

### Desarrollos relacionados
- Vickers Victoria

### Secuencias de designación
- Secuencia Numérica (interna de Vickers): ← 57 - 58-60 - 61 - 62 - 63 - 64 - 66 -- 69 - 70 - 71 - 72 - 73 - 74 - 75 -- 98 - 99 - 100 - 103 - 105 - 106 -108 -- 166 - 168 - 169 - 170 - 171 - 172 - 173 →